# Persone di nome Fábio/Calciatori
| Questa pagina contiene informazioni ricavate automaticamente dalle voci biografiche con l'ausilio del template Bio e di un bot. L'aggiornamento è periodico e automatico e ricostruisce completamente la pagina. Se manca una persona in questa lista, sei pregato di non aggiungerla, ma accertati piuttosto che la sua voce biografica contenga il template Bio e che i dati anagrafici siano correttamente compilati. Se il template Bio manca, inseriscilo tu stesso o, in alternativa, metti l'avviso {{tmp\|Bio}} che ne segnala la mancanza. Se i dati riportati sono sbagliati, correggi direttamente la voce biografica; le modifiche saranno visibili in questa lista entro pochi giorni. Per chiarimenti vedi il progetto antroponimi. La lista contiene solo le 57 persone che sono citate nell'enciclopedia e per le quali è stato implementato correttamente il template Bio. Pagina aggiornata al 16 ott 2024. |

Questa è una lista di persone presenti nell'enciclopedia che hanno il nome Fábio e sono calciatori.

## A(8)
- Fábio China, calciatore portoghese (Funchal, n. 1992)
- Fábio Aguiar da Silva, calciatore brasiliano (Bom Jardim, n. 1989)
- Fábio Samuel Amorim Silva, calciatore portoghese (Santa Maria da Feira, n. 1996)
- Fábio Bilica, ex calciatore brasiliano (Campina Grande, n. 1979)
- Fábio Ervões, ex calciatore portoghese (Valpaços, n. 1987)
- Fábio Alves Félix, ex calciatore brasiliano (São Bernardo do Campo, n. 1980)
- Fábio Alves Macedo, ex calciatore brasiliano (Ariquemes, n. 1985)
- Fábio Ayres, calciatore brasiliano (Guarulhos, n. 1991)

## B(1)
- Fábio Camilo de Brito, ex calciatore brasiliano (San Paolo, n. 1975)

## C(3)
- Fábio Coentrão, ex calciatore portoghese (Vila do Conde, n. 1988)
- Fábio Costa, ex calciatore brasiliano (Camaçari, n. 1977)
- Fábio Eduardo Cribari, ex calciatore brasiliano (Cambará, n. 1975)

## D(7)
- Fábio Baiano, ex calciatore brasiliano (Feira de Santana, n. 1975)
- Fábio Faria, ex calciatore portoghese (Vila do Conde, n. 1989)
- Patrick Fernandes, calciatore capoverdiano (Praia, n. 1993)
- Fábio Virgínio de Lima, calciatore brasiliano (Araçagi, n. 1993)
- Fábio Sturgeon, calciatore portoghese (Almada, n. 1994)
- Fábio Ronaldo, calciatore portoghese (Vila Nova de Gaia, n. 2001)
- Fábio Pereira da Silva, calciatore brasiliano (Petrópolis, n. 1990)

## F(8)
- Fábio de Jesus, ex calciatore brasiliano (Nova Iguaçu, n. 1976)
- Fábio Felício, ex calciatore portoghese (Faro, n. 1982)
- Fábio Ferreira da Silva, ex calciatore brasiliano (Campina Grande, n. 1984)
- Fábio Ferreira, ex calciatore portoghese (Barreiro, n. 1989)
- Fábio Carvalho, calciatore portoghese (Torres Vedras, n. 2002)
- Fabinho, calciatore brasiliano (Rio de Janeiro, n. 1996)
- Fábio Pacheco, calciatore portoghese (Paredes, n. 1988)
- Fábio Vieira, calciatore portoghese (Porto, n. 2000)

## G(3)
- Fábio Abreu, calciatore portoghese (Lisbona, n. 1993)
- Fábio Roberto Gomes Netto, calciatore brasiliano (San Paolo, n. 1997)
- Fábio Gonçalves, calciatore brasiliano (Cruzeiro, n. 1986)

## J(1)
- Fábio Miguel Jesus Carvalho, calciatore portoghese (Santa Maria da Feira, n. 1994)

## L(2)
- Fábio Deivson Lopes Maciel, calciatore brasiliano (Nobres, n. 1980)
- Fábio Luciano, ex calciatore brasiliano (Vinhedo, n. 1975)

## M(4)
- Fábio Manuel Matos Santos, ex calciatore portoghese (Viseu, n. 1988)
- Fábio Tavares, calciatore portoghese (Almada, n. 1988)
- Fábio Paím, ex calciatore portoghese (Estoril, n. 1988)
- Fábio Emanuel Moreira Silva, ex calciatore portoghese (Lisbona, n. 1985)

## N(3)
- Fábio Bahia, calciatore brasiliano (Senhor do Bonfim, n. 1983)
- Fábio Noronha de Oliveira, ex calciatore brasiliano (Rio de Janeiro, n. 1975)
- Fábio Nascimento de Oliveira, calciatore brasiliano (Guarulhos, n. 1987)

## P(4)
- Fábio Júnior, ex calciatore brasiliano (Manhuaçu, n. 1977)
- Fábio Pereira da Cruz, ex calciatore brasiliano (Guarulhos, n. 1979)
- Fábio de Matos Pereira, ex calciatore brasiliano (Rio de Janeiro, n. 1982)
- Fábio Sanches, calciatore brasiliano (São José dos Campos, n. 1991)

## R(4)
- Fábio Cardoso, calciatore portoghese (Águeda, n. 1994)
- Fábio Aurélio, ex calciatore brasiliano (São Carlos, n. 1979)
- Fábio Luís Ramim, ex calciatore brasiliano (San Paolo, n. 1981)
- Fábio Rochemback, ex calciatore brasiliano (Soledade, n. 1981)

## S(8)
- Fábio Silva de Freitas, calciatore brasiliano (Natal, n. 2002)
- Fábio dos Santos Barbosa, ex calciatore brasiliano (Campina Grande, n. 1980)
- Fábio Martins, calciatore portoghese (Vila Nova de Gaia, n. 1993)
- Fábio Nunes, calciatore portoghese (Portimão, n. 1992)
- Fábio Santos Romeu, ex calciatore brasiliano (San Paolo, n. 1985)
- Fábio Simplício, ex calciatore brasiliano (San Paolo, n. 1979)
- Fábio Silva, calciatore portoghese (Gondomar, n. 2002)
- Fábio Szymonek, calciatore brasiliano (Osasco, n. 1990)

## T(1)
- Fábio Henrique Tavares, calciatore brasiliano (Campinas, n. 1993)